# Hellmut Körner (Staatssekretär)
Hellmut Körner (* 29. September 1944 in Meißen) ist ein deutscher Politiker. Er war von 2005 bis 2009 Staatssekretär im schleswig-holsteinischen Ministerium für Soziales, Gesundheit, Familie, Jugend und Senioren.

## Leben
Körner studierte Volkswirtschaft in Hamburg und promovierte bis 1975 über die Auswirkungen des Zustroms von Flüchtlingen und ausländischen Arbeitnehmern auf die Funktionsweise des deutschen Arbeitsmarktes. Anschließend arbeitete er im Auftrag des Hamburger Forschungsrates, 1978 erfolgte der Eintritt in die Hamburger Verwaltung als Mitarbeiter der Behörde für Wirtschaft. Von 1981 bis 1984 war Körner als Referent bei der Landesvertretung Hamburg beschäftigt und kehrte dann als Abteilungsleiter in die Wirtschaftsbehörde zurück. Von 1995 bis zu seiner Ernennung zum Staatssekretär war Körner Leiter des Planungsstabes der Senatskanzlei, mit Zuständigkeit für die Ressortkoordinierung und Federführung bei ressortübergreifenden Themen.
Seit 2010 ist Körner Geschäftsführer der ABG Gesundheitsimmobilien, einer mit Damp Holing AG verbundenen Bauplanunggesellschaft, die u. a. den mit mehreren Millionen des Landes Schleswig-Holstein subventionierten Neubau des Klinikums Schleswig betreut.
Im September 2012 übernahm er im Auftrag der Hamburger Behörde für Wirtschaft, Verkehr und Innovation (BWVI) die Leitung eines Projektes zur Modernisierung und Revitalisierung des Congress Centrums Hamburg (CCH).
Körner ist verheiratet mit Ingrid Körner und hat vier Kinder.

## Staatssekretär
Ab dem 15. Februar 2003 war Körner Staatssekretär im Ministerium für Bildung, Wissenschaft, Forschung und Kultur des Landes Schleswig-Holstein. Nach der Abwahl der rot-grünen Landesregierung unter Heide Simonis (SPD) und der Bildung der CDU-SPD-Regierung unter Peter Harry Carstensen (CDU) war er ab dem 27. April 2005 Staatssekretär im Ministerium für Soziales, Gesundheit, Familie, Jugend und Senioren.
Im Zuge des Bruchs der Großen Koalition im Juli 2009 wurden am 20. Juli 2009 zunächst alle SPD-Minister aus ihren Ämtern entlassen. Am 23. Juli 2009 wurde Körner mit den anderen Staatssekretären der vormals SPD-geführten Ministerien in den einstweiligen Ruhestand versetzt. Körners Nachfolge als Staatssekretär im Ministerium für Soziales, Gesundheit, Familie, Jugend und Senioren trat am 25. Juli 2009 Olaf Bastian zusätzlich zu seiner Funktion als Staatssekretär und Bevollmächtigter des Landes Schleswig-Holstein beim Bund an.